# Partito per la Protezione dei Diritti Umani
Il Partito per la Protezione dei Diritti Umani (in gilbertese Vaega Faaupufai e Puipuia Aia Tatau a Tagata, HRPP) è un partito politico samoano fondato nel 1982 di centrodestra, con l'ideologia del conservatorismo.

## Risultati elettorali
| Elezione          | Voti   | Seggi   |
| ----------------- | ------ | ------- |
| Parlamentari 1982 |        | 22 / 47 |
| Parlamentari 1985 |        | 31 / 47 |
| Parlamentari 1988 | 5 017  | 23 / 47 |
| Parlamentari 1991 | 29 768 | 27 / 47 |
| Parlamentari 1996 | 29 353 | 24 / 49 |
| Parlamentari 2001 | 34 262 | 23 / 49 |
| Parlamentari 2006 |        | 35 / 49 |
| Parlamentari 2011 | 48 771 | 29 / 49 |
| Parlamentari 2016 | 45 505 | 35 / 50 |
| Parlamentari 2021 | 49 237 | 25 / 51 |